# Rolf-Dieter Müller
Rolf-Dieter Müller, né le 9 décembre 1948 à Brunswick, est un historien militaire allemand. Il est le directeur scientifique de l'office de recherche en histoire militaire de 1999 à 2012.

## Biographie
Müller étudie l'histoire, les sciences politiques et la pédagogie à Brunswick et Mayence, puis rejoint l'office de recherche en histoire militaire alors situé à Fribourg-en-Brisgau. Il soutient sa thèse de doctorat, sur l'influence de l'URSS sur la politique économique et la politique d'armement de l'Allemagne entre les deux guerres mondiales auprès d'Hans-Erich Volkmann à l'université de Mayence en 1981. Sa thèse d'habilitation, en 1999, porte sur la politique allemande d'armement dans la guerre totale. Il est également depuis 2001 professeur honoraire de l'université Humboldt de Berlin. Les travaux de Müller portent principalement sur l'histoire de la Seconde Guerre mondiale.
Müller est de 2004 à 2008 le directeur scientifique de la série d'ouvrages Das Deutsche Reich und der Zweite Weltkrieg (le Reich allemand et la Seconde Guerre mondiale). Il dirige également, de 2004 à 2010 la Historikerkommission zu den Luftangriffen auf Dresden zwischen dem 13. und 15. Februar 1945 (commission des historiens sur les bombardements de Dresde des 13 et 15 février 1945).
Müller est membre depuis février 2011 de la « Commission indépendante des historiens pour la recherche historique sur le Service fédéral de renseignements de 1945 à 1968 ».

## Publications
- Der Feind steht im Osten. Hitlers geheime Pläne für einen Krieg gegen die Sowjetunion. Ch. Links Verlag, Berlin 2011.  (ISBN 978-3-86153-617-8)[4].
- Die Zerstörung Dresdens 13. bis 15. Februar 1945. Gutachten und Ergebnisse der Dresdner Historikerkommission zur Ermittlung der Opferzahlen. V & R Unipress, Göttingen 2010,  (ISBN 978-3-89971-773-0).
- Militärgeschichte. UTB, Stuttgart 2009,  (ISBN 978-3-8252-3224-5).
- Das Deutsche Reich und der Zweite Weltkrieg DVA, Stuttgart 2008, (Volumes 10/1  (ISBN 978-3-421-06237-6) et 10/2,  (ISBN 978-3-421-04338-2))
- An der Seite der Wehrmacht. Hitlers ausländische Helfer beim "Kreuzzug gegen den Bolschewismus" 1941-1945. Ch. Links Verlag, Berlin 2007,  (ISBN 978-3-86153-448-8).
- Der letzte deutsche Krieg 1939–1945. Klett-Cotta, Stuttgart 2005,  (ISBN 978-3-608-94133-3).
- Der Zweite Weltkrieg - 1939–1945. Klett-Cotta, Stuttgart 2004,  (ISBN 978-3-608-60021-6).
- Der Bombenkrieg 1939-1945. Berlin 2004,  (ISBN 978-3-7632-5472-9).
  - Lizenzausgabe: Weltbild, Augsburg 2011  (ISBN 978-3-8289-4495-4).
- Der Manager der Kriegswirtschaft. Hans Kehrl: Ein Unternehmer in der Politik des Dritten Reiches. Essen 1999  (ISBN 978-3-88474-685-1).
- Die Wehrmacht. Mythos und Realität. München 1999,  (ISBN 3-486-56383-1).
- Das Tor zur Weltmacht. Die Bedeutung der Sowjetunion für die deutsche Wirtschafts- und Rüstungspolitik zwischen den Weltkriegen. Boldt, Boppardt am Rhein 1984,  (ISBN 3-7646-1850-7)
- Die deutsche Wirtschaftspolitik in den besetzten sowjetischen Gebieten 1941-1943. Der Abschlussbericht des Wirtschaftsstabes Ost und Aufzeichnungen eines Angehörigen des Wirtschaftskommandos Kiew. Harald Boldt Verlag, Boppard am Rhein 1991,  (ISBN 3-7646-1905-8).